# Barnstable
Barnstable és l'única ciutat i seu del comtat de Barnstable a l'estat de Massachusetts dels Estats Units d'Amèrica.

## Demografia
Segons el cens del 2000 Barnstable tenia 47.821 habitants, 19.626 habitatges, i 13.012 famílies. La densitat de població era de 307,5 habitants per km².
Dels 19.626 habitatges en un 26,9% hi vivien nens de menys de 18 anys, en un 52,4% hi vivien parelles casades, en un 10,7% dones solteres, i en un 33,7% no eren unitats familiars. En el 27,7% dels habitatges hi vivien persones soles el 12,5% de les quals corresponia a persones de 65 anys o més que vivien soles. El nombre mitjà de persones vivint en cada habitatge era de 2,38 i el nombre mitjà de persones que vivien en cada família era de 2,88.
Per edats la població es repartia de la següent manera: un 22% tenia menys de 18 anys, un 5,6% entre 18 i 24, un 26,8% entre 25 i 44, un 25,5% de 45 a 60 i un 20,1% 65 anys o més.
L'edat mediana era de 42 anys. Per cada 100 dones de 18 o més anys hi havia 87,9 homes.
La renda mediana per habitatge era de 46.811 $ i la renda mediana per família de 54.026$. Els homes tenien una renda mediana de 41.494 $ mentre que les dones 30.442$. La renda per capita de la població era de 25.554$. Entorn del 6,3% de les famílies i el 8,8% de la població estaven per davall del llindar de pobresa.